# Прени (коммуна)
Прени́ (фр. Prény) — коммуна во французском департаменте Мёрт и Мозель, региона Лотарингия. Относится к кантону Дьелуар. Входит в Региональный природный парк Лотарингии.

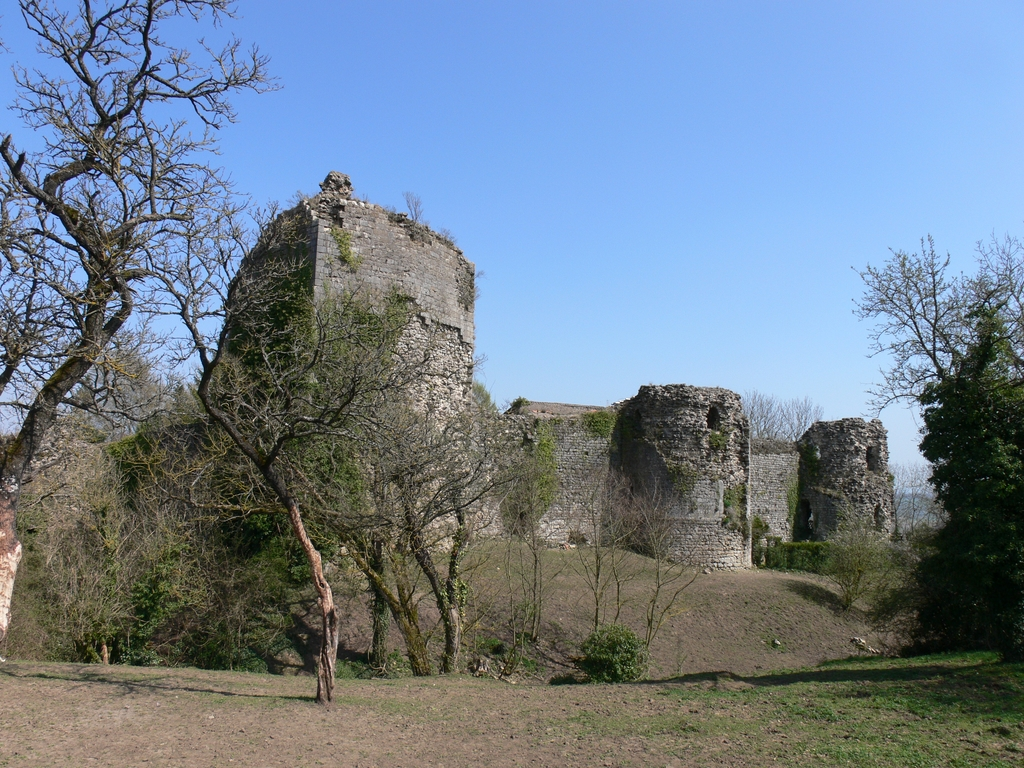
Развалины замка Прени, первая резиденция герцогов Лотарингии.

## География
Прени расположен в Региональном природном парке Лотарингии и окружён лесным массивом парка и полями. В 7 км от него пройдёт скоростная железная дорога Париж—Страсбург.

## Демография
Население коммуны на 2010 год составляло 374 человека.
| 1962 | 1968 | 1975 | 1982 | 1990 | 1999 | 2010 |
| ---- | ---- | ---- | ---- | ---- | ---- | ---- |
| 181  | 157  | 165  | 239  | 303  | 339  | 374  |